# Міхал Шміґель
Міхал Шміґель (словац. Michal Šmigeľ) — словацький історик. Дослідник української військової історії часів Другої світової війни, зокрема УПА, 1-ї Української Дивізії УНА, участі українців у Антинімецькому словацькому повстанні 1944. Окремі праці присвячені проблемі геноциду етнічних груп та діяльності спеціальних розвідувальних установ країн Східної Європи. 
Сповідує загальнодержавну словацьку концепцію про існування русинського народу. 

## Науковий профіль
Шміґель — доцент кафедри історії факультету гуманітарних знань Університету Матея Бела в Банській Бистриці. З 2000-х — професійно вивчає історію Української Повстанської Армії, зокрема феномен рейдів УПА по території Словаччини 1945-1947 років. Серед наукових здобутків: документальне спростування версії про причетність відділів УПА до убивства 14-ти євреїв у словацьких селах Уліч та Колбасов: 
|  | Лише у 2006 році на конференції «УПА в історії повоєнної Словаччини. 1945-1947 роки» словацький історик Міхал Шмігель, спираючись на документи та спогади очевидців, спростував ці звинувачення, довівши, що вбивства — справа рук місцевих селян. |

2007 — окремою книжкою у м. Банська Бистриця вийшла його монографія «Бандерівці у Словаччині, 1945—1947» (Banderovci na Slovensku 1945—1947). Відкрив маловідомі факти про вплив УПА на словацький антисталінський рух та бойові дії на території Словаччини проти чеських, польських та радянських каральних загонів (1947). 
Шміґель — активний учасник наукових конференцій, присвячених вивченню терористичній діяльності радянських спецслужб та їх співпраці із секретними установами країн-сателітів у Східній Європі. Також досліджує проблему переселень лемківської групи українського народу з території повоєнної Польщі до Словаччини. Співпрацює із польськими та українськими колегами.

## Наукові праці
- Súvislosti opcie a presídlenia obyvateľov ČSR do Sovietskeho zväzu v roku 1947, 2002
- Presídlenie Rusínov na Ukrajinu, 2003
- K problematike takzvaných ukrajinských utečencov na Slovensku v roku 1944, 2003
- K problematike postavenia Lemkov v Poľsku v druhej polovici 20. storočia a ich presídlenie do Sovietskeho zväzu. Akcia „Visla“, 2004
- Banderovci. Dve tvare ukrajinského nacionalizmu, 2004
- Ruská a ukrajinská politická emigrácia v Česko-Slovensku (1918-1945) a spôsoby jej likvidácie v povojnových rokoch, 2004
- Organizačná štruktúra príchodu a odchodu ukrajinských utečencov na Slovensko na konci druhej svetovej vojny, 2004
- Reoptácia rusínskeho obyvateľstva z Ukrajiny na Slovensko v rokoch 1993 – 1998 a ich začlenenie do sociálno-ekonomických štruktúr Slovenskej republiky v súčasnosti, 2004
- Tábor v Javožnom (Про концтабір для українців у ПНР), 2005
- Ukrajinský nacionalizmus medzi boľševizmom a nacizmom, 2006
- Činnosť a propaganda oddielov Ukrajinskej povstaleckej armády (tzv. banderovcov) na území slovenska pred voľbami v roku 1946 (Дії та пропаганда відділів УПА на словацьких землях перед виборами 1946 року), 2006
- Український легіон Романа Сушка. Напад зі Словаччини на Польщу (1939). Український визвольний рух № 11. – Львів : Інститут українознавства ім. І. Крип´якевича НАН України – Центр досліджень визвольного руху, 2007. – S. 81-93.
- V bojích s banderovci na Slovensku (1945 – 1947): aktivity československých bezpečnostních složek proti UPA – spolupráce s Polskem a SSSR, 2009.